# العلاقات الإثيوبية الساموية
العلاقات الإثيوبية الساموية هي العلاقات الثنائية التي تجمع بين إثيوبيا وساموا.

## مقارنة بين البلدين
هذه مقارنة عامة ومرجعية للدولتين:
| وجه المقارنة                                              | إثيوبيا                        | ساموا                        |
| --------------------------------------------------------- | ------------------------------ | ---------------------------- |
| المساحة (كم2)                                             | 1.10 مليون                     | 2.84 ألف                     |
| عدد السكان (نسمة)                                         | 104.96 مليون                   | 196.44 ألف                   |
| الكثافة السكانية (ن./كم²)                                 | 95.42                          | 69.17                        |
| العاصمة                                                   | أديس أبابا                     | أبيا                         |
| اللغة الرسمية                                             | اللغة الأمهرية                 | لغة إنجليزية، اللغة الساموية |
| العملة                                                    | بير إثيوبي                     | تالا ساموي                   |
| الناتج المحلي الإجمالي (بليون دولار)                      | 80.56 مليار                    | 856.63 مليون                 |
| الناتج المحلي الإجمالي (تعادل القوة الشرائية) بليون دولار | 161.90 مليار                   | 1.15 مليار                   |
| الناتج المحلي الإجمالي الاسمي للفرد دولار أمريكي          | 619                            | 3.94 ألف                     |
| الناتج المحلي الإجمالي للفرد دولار أمريكي                 | 1.50 ألف                       | 5.79 ألف                     |
| مؤشر التنمية البشرية                                      | 0.442                          | 0.702                        |
| رمز المكالمات الدولي                                      | +251                           | +685                         |
| رمز الإنترنت                                              | .et                            | .ws                          |
| المنطقة الزمنية                                           | ت ع م+03:00، توقيت شرق أفريقيا | ت ع م+13:00                  |

## منظمات دولية مشتركة
يشترك البلدان في عضوية مجموعة من المنظمات الدولية، منها:
| علم المنظمة | اسم المنظمة                                                | تاريخ انضمام إثيوبيا | تاريخ انضمام ساموا |
| ----------- | ---------------------------------------------------------- | -------------------- | ------------------ |
|             | الاتحاد البريدي العالمي                                    | ?                    | ?                  |
|             | مؤسسة التنمية الدولية                                      | 11 أبريل 1961        | 28 يونيو 1974      |
|             | منظمة حظر الأسلحة الكيميائية                               | ?                    | ?                  |
|             | الأمم المتحدة                                              | 13 نوفمبر 1945       | 15 ديسمبر 1976     |
|             | وكالة ضمان الاستثمار متعدد الأطراف                         | 13 أغسطس 1991        | 27 سبتمبر 2002     |
|             | منظمة الشرطة الجنائية الدولية                              | ?                    | ?                  |
|             | مؤسسة التمويل الدولية                                      | 20 يوليو 1956        | 28 يونيو 1974      |
|             | مجموعة دول أفريقيا والكاريبي والمحيط الهادئ                | ?                    | ?                  |
|             | البنك الدولي للإنشاء والتعمير                              | 27 ديسمبر 1945       | 28 يونيو 1974      |
|             | الاتحاد الدولي للاتصالات                                   | 20 فبراير 1932       | 7 أكتوبر 1988      |
|             | العملية المشتركة للاتحاد الأفريقي والأمم المتحدة في دارفور | ?                    | ?                  |
|             | يونسكو                                                     | 1 يوليو 1955         | 3 أبريل 1981       |

## وصلات خارجية
- موقع وزارة الخارجية الإثيوبية